# Bibio fusiformis
Espèce
Bibio fusiformis est une espèce fossile d'insectes diptères de la famille des Bibionidae.

## Classification
L'espèce Bibio fusiformis est décrite en 1849 par le naturaliste suisse Oswald Heer (1809-1883),.

### Fossiles
Selon Paleobiology Database en 2023, l'espèce est représentée par cinq collections :
- Miocène, quatre d'Allemagne, toutes les quatre d'Œningen dans le Bade-Wurtemberg, collection Von Seyfried, collection Carlsruhe et Zurich collection, décrites en 1849 par Oswald Heer[1], collection Lavater'schen, décrite en 1847 par Oswald Heer[3] ;
- Oligocène, une de France, d'Aix-en-Provence dans les Bouches-du-Rhône, décrite en 1937 par le paléontologue français Nicolas Théobald[4],[2].

### Étymologie
L'épithète spécifique « fusiformis » signifie en latin « fusiforme » ou « en forme de fuseau ».

### Citations
L'espèce est citée en 1856 par Oswald Heer, en 1931 par Alexander Pongrácz (d), en 1935 par les paléontologues français Louis Émile Piton (1909-1945) et Nicolas Théobald (1903-1981), en 1937 par Nicolas Théobald, et en 2014 par John Skartveit et Milena Pika (d),.

## Description

### Caractères
La diagnose de Nicolas Théobald en 1937, : 

« Échant. : A91 Inst. Géol. Lyon.
Thorax noir, abdomen brun noir, ailes hyalines. Tête manque. Thorax ovale, dos renflé. Abdomen assez gros, un peu plus large que le thorax, subcylindrique, brusquement rétréci à l'apex, le dernier segment porte deux lamelles appartenant aux organes génitaux ♀. Pattes claires, extrémités des différents articles de teinte brune ; tibias II et III avec deux éperons, deux griffes à l'extrémité du tarse. Balanciers bruns, tige courte, massue arrondie ; ailes atteignant à peine l'extrémité de l'abdomen ; nervation de type Plecia (v. figure) ; microtriches bien visibles dans les cellules, cils courts sur C, structure trachéenne visible sur R, Rs, M (v. figure). ».

### Dimensions
Le thorax a une longueur de 2,5 mm et une largeur de 2 mm, l'abdomen a une longueur de 5,5 mm et une largeur de 2,2 mm, l'aile a une longueur de 6 mm et une largeur de 2,2 mm.

### Affinités
« Par la forme du corps et ses dimensions, cet échantillon se rapproche de B. fusiformis Heer d'Œningen, mais cet auteur ne décrit pas la nervation des ailes : il n'est donc pas possible d'identifier l'Insecte d'Aix avec celui d'Œningen. Heer signale sans doute l'existence de cette espèce à Aix. ».

## Galerie
- Quelques espèces vivantes du genre Bibio.
- Bibio ferruginatus, mâle (Haute Ardenne - Belgique).
- Bibio hortulanus, femelle.
- Bibio lanigerus,mâle (Haute Ardenne - Belgique).
- Bibio varipes, femelle.
- Bibio johannis.
- Bibio femoratus.

### Publication originale
- [1849] (de) Oswald Heer, Die Insektenfauna der Tertiärgebilde von Oeningen und von Radoboj in Croatien. Zweiter Theil: Henschrecken, Florfliegen, Aderflügler, Schmetterlinge und Fliegen, 1849, 1-264 p.